# Pilosocereus densiareolatus
Pilosocereus densiareolatus ist eine Pflanzenart in der Gattung Pilosocereus aus der Familie der Kakteengewächse (Cactaceae). Das Artepitheton densiareolatus bedeutet ‚dicht mit Areolen besetzt‘.

## Beschreibung
Pilosocereus densiareolatus wächst baumförmig mit einem deutlich ausgeprägten Stamm und erreicht Wuchshöhen von 2 bis 6,5 Metern. Die aufrechten, glatten Triebe sind olivgrün bis bläulich, weisen Durchmesser von 3 bis 9 Zentimetern auf und sind schwach verholzt. Es sind 13 bis 19 Rippen vorhanden. Die durchscheinenden, braunen bis goldfarbenen Dornen vergrauen im Alter. Die aufsteigenden 6 bis 15 Mitteldornen sind 0,9 bis 3,5 Zentimeter lang. Die 14 bis 16 ausgebreiteten Randdornen sind 4 bis 7 Millimeter lang. Der blühfähige Teil der Triebe ist wenig bis sehr deutlich, als seitliches Cephalium ausgeprägt. Die Areolen sind dort mit weißen bis grauen oder braunen Haaren von 3 bis 8 Zentimeter Länge und goldfarbenen Borsten besetzt.
Die kurz röhrenförmigen, weißen Blüten sind an der Außenseite olivgrün. Sie sind 5 bis 5 Zentimeter lang und erreichen Durchmesser von bis zu 4 Zentimetern. Die niedergedrückt kugelförmigen Früchte sind 2 bis 3 Zentimetern lang, reißen seitlich oder in der Nähe ihrer Basis auf und enthalten ein weißes Fruchtfleisch.

## Verbreitung, Systematik und Gefährdung
Pilosocereus densiareolatus ist in Brasilien im  Norden des Bundesstaates Minas Gerais und im Westen des Bundesstaates Bahia verbreitet.
Die Erstbeschreibung wurde 1979 von Friedrich Ritter veröffentlicht. Ein nomenklatorisches Synonym ist Pseudopilocereus densiareolatus (F.Ritter) P.V.Heath (1994).
In der Roten Liste gefährdeter Arten der IUCN wird die Art als „Near Threatened (NT)“, d. h. als gering gefährdet geführt.

## Nachweise